# Stębark
Stębark (en allemand : Tannenberg), situé en province de Prusse-Orientale jusqu'en 1945 se trouve aujourd'hui dans la voïvodie de Varmie-Mazurie, en Pologne. Le village est surtout connu pour les deux grandes batailles qui s'y sont déroulées. 

## Histoire
Le 15 juillet 1410 les armées du Royaume de Pologne, du Grand-duché de Lituanie, et de mercenaires de Bohême, défont les chevaliers teutoniques lors de la bataille de Grunwald. De 1818 à 1945, Tannenberg fait partie de l'arrondissement d'Osterode-en-Prusse-Orientale (de) dans la province de Prusse-Orientale
En 1914, au cours de la Première Guerre mondiale, l'armée allemande sous le commandement du maréchal Paul von Hindenburg a remporté une victoire importante sur deux armées russes qui avaient envahi la  Prusse-Orientale, lors de la deuxième bataille de Tannenberg.
La ligne de Tannenberg (Tannenbergstellung) fait référence au front de l'Est, lors de la Seconde Guerre mondiale, en 1944. 